# Rector De Somerplein

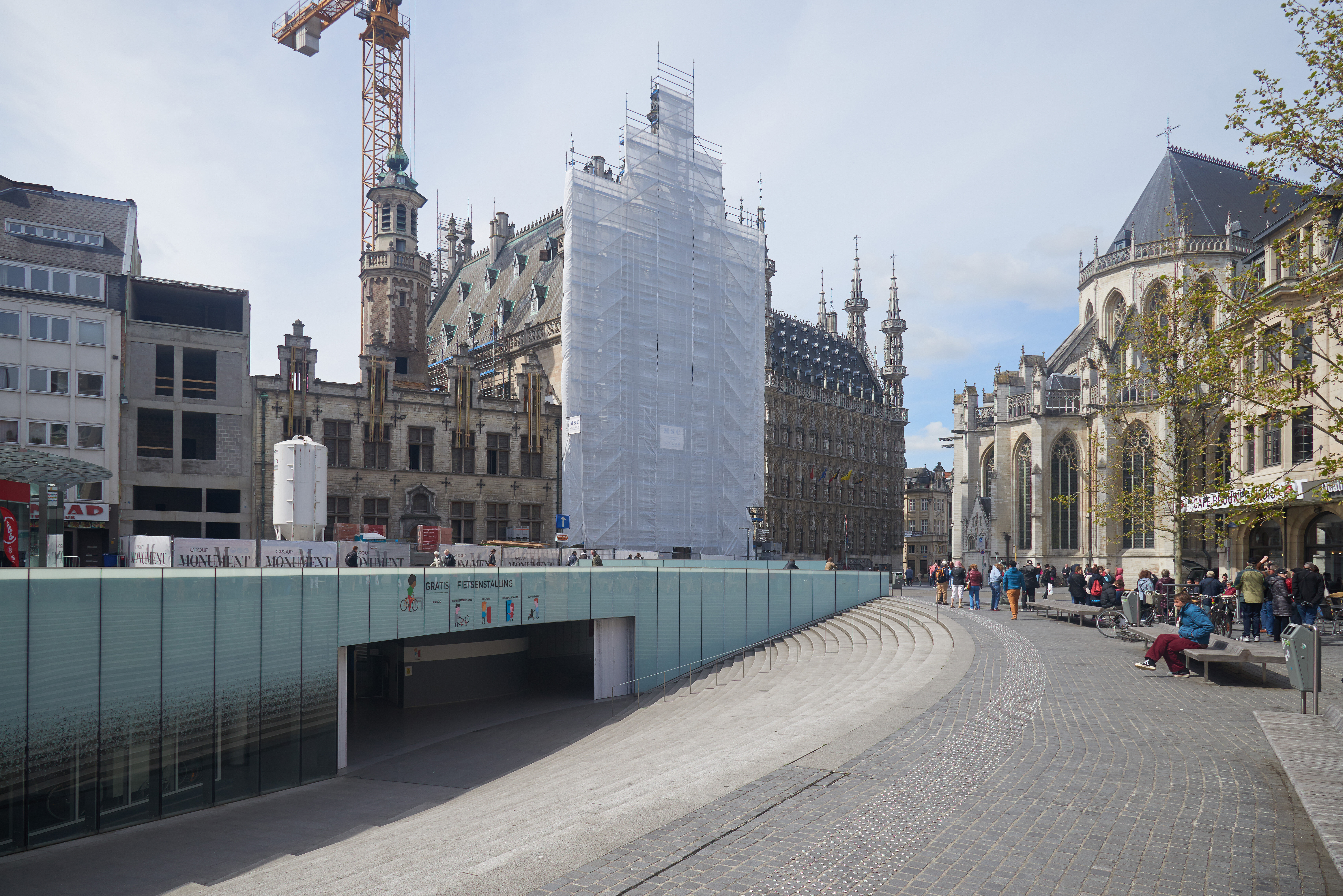
Rector De Somerplein

Het Rector De Somerplein, kortweg De Somerplein, is een plein in het centrum van Leuven. Het plein werd genoemd naar de eerste rector van de Nederlandstalige Katholieke Universiteit Leuven, professor Pieter De Somer. Het plein is de verbinding tussen de Bondgenotenlaan, de Tiensestraat, de Grote Markt en het Margarethaplein. Het plein wordt gedomineerd door het koor van de Sint-Pieterskerk.
Na het station van Leuven is het De Somerplein met zijn drukke bushaltes de belangrijkste toegangsweg tot Leuven via het openbaar vervoer. Op het plein staat ook het Fonske, een standbeeld dat de KU Leuven bij haar 550-jarige bestaan aan de stad schonk.
In 2006 waren er plannen om het plein volledig te vernieuwen met moderne bushaltes en fietsenstallingen. De plannen voor het nieuwe busstation gingen in eerste instantie niet door. Het stadsbestuur zag meer heil in een ringbus om zo het centrum te ontlasten. Begin 2009 werden de plannen echter opnieuw van onder het stof gehaald.
Tot 2011 heette het De Somerplein het 'Maarschalk Fochplein', genoemd naar de Franse maarschalk Ferdinand Foch. Bij de eerder besproken vernieuwingsplannen stelde Louis Tobback ook voor het plein te hernoemen omdat hij het niet wenselijk vond dat er een plein vernoemd is naar "een man die tijdens de Eerste Wereldoorlog miljoenen doden op zijn geweten had". In februari 2011 kwam tot uiting dat er een akkoord was tussen de lokale CD&V met Carl Devlies en de sp.a van Tobback om het plein te herdopen naar Pieter De Somerplein, ter nagedachtenis van Pieter De Somer, de eerste rector van de geheel Nederlandstalige Katholieke Universiteit Leuven. De uiteindelijke naamsverandering naar Rector De Somerplein werd goedgekeurd door de Leuvense gemeenteraad op 29 augustus 2011.

## Geschiedenis van het plein
Toen in 1837 de Statiestraat (nu Bondgenotenlaan) werd aangelegd, reikte deze niet helemaal tot in het centrum. In 1863 werd ze echter doorgetrokken tot bij de Grote Markt. Men wou zo het stadhuis beter doen uitkomen. Dit was wel meteen omstreden, daar zo ook een deel van de schoonheid werd weggenomen, zoals het verrassingseffect.
Tijdens de Eerste Wereldoorlog werd dit gebied zwaar geteisterd door de grote brand van Leuven op 28 augustus 1914. Zo kwamen grote stukken grond vrij. Hierop werd het Fochplein aangelegd.

## Opgravingen
De aanleg van een ondergrondse fietsenstalling op het plein hield de vernieling in van het aanwezige archeologische bodemarchief tot op een diepte van 6 meter. Het "Agentschap Ruimte & Erfgoed" van de Vlaamse Gemeenschap startte in september 2009 een archeologisch vooronderzoek in de vorm van vier proefputten. Bij dit vooronderzoek werden op verschillende plaatsen intacte laatmiddeleeuwse structuren en voorwerpen blootgelegd. Daarop besliste Ruimte & Erfgoed dat het gebied onderzocht moest worden.
De opgraving liep van 18 oktober 2010 tot en met 2 maart 2011. De oudste aangetroffen bewoningssporen gaan terug tot de volle en late middeleeuwen. Dicht bij de Sint-Pieterskerk werden overblijfselen van huizen gevonden, die langs de huidige Tiensestraat waren opgetrokken. Ook kelders van woningen die omstreeks 1870 werden gebouwd langs de doorgetrokken Statiestraat werden blootgelegd.